# Сієна (провінція)
Провінція Сієна (італ. Provincia di Siena) — провінція в Італії, у регіоні Тоскана. 
Площа провінції — 3 821 км², населення — 273 417 осіб.
Столицею провінції є місто Сієна.

## Географія
Межує на півночі з провінцією Флоренція, на північному сході з провінцією Ареццо, на південному сході з регіоном Умбрія (провінцією Перуджа і провінцією Терні), на півдні з регіоном Лаціо (провінцією Вітербо), на південному заході з провінцією Гроссето і на заході з провінцією Піза.